# 세르게이 비테
세르게이 율리예비치 비테(러시아어: Серге́й Ю́льевич Ви́тте, 1849년 6월 29일 ~ 1915년 3월 13일) 백작은 러시아 제국의 첫 번째 총리(대신회의 주석)였다.
러시아는 1905년부터 총리 제도를 실시하였다. 그 이전에는 차르 니콜라이 2세가 강력한 전제 정치를 폈던 전제 군주제국가였다. 그러나 당시에는 총리가 되려면 차르와 친분 관계가 있어야 했고, 비록 총리 제도가 실시되었지만 황제의 강권은 여전하였다.
러시아 재무부 철도사업국 국장, 교통부 장관, 재무부 장관, 총리(각료평의회 의장 겸임) 등을 역임하였다. 러일전쟁의 강화 조약인 포츠머스 조약 체결시에 러시아측 전권대표로서 일본측의 대표였던 고무라 주타로 외상과 교섭을 하였다. 이로 인해 총리 권력을 이반 고레미킨에게 넘겼다.

## 같이 보기
- 중러 관계